# Garret Hobart
Garret Augustus Hobart (Long Branch, 3 de junio de 1844-Paterson, 21 de noviembre de 1899) fue un político estadounidense miembro del Partido Republicano. Fue vicepresidente de los Estados Unidos desde 1897 hasta su muerte en 1899 bajo el mandato del presidente William McKinley.

## Carrera
Hobart nació en Long Branch, Nueva Jersey, pero creció en Marlboro. Luego de haber estudiado en la Universidad Rutgers, estudió Derecho con Socrates Tuttle, un prominente abogado de Paterson, en el mismo estado. Se casó con su hija Jennie Tuttle Hobart, el 21 de julio de 1869. A pesar de haber concurrido a pocos tribunales, Hobart logró destacarse como un abogado corporativo y millonario.
Ocupó varios cargos gubernamentales a nivel estatal, luego postulándose a cargos electivos por el Partido Republicano, fue elegido a la Asamblea General de Nueva Jersey y al senado estatal. En aquellas, fue el portavoz y presidente respectivamente. Hobart fue largo tiempo miembro del Partido Republicano, por ellos los representantes de Nueva Jersey, que participaron en la Convención Nacional Republicana de 1896, lo propusieron como candidato a la vicepresidencia. Sus visiones políticas eran similares a las de McKinley, que era el candidato republicano a la presidencia. Con Nueva Jersey como un importante estado en la futura elección, McKinley y su consejero, el futuro senador Mark Hanna, decidieron escoger Hobart. Él siguió los pasos de su running mate y realizó toda la campaña en su estado natal, a pesar pasar algún tiempo en Nueva York. McKinley y Hobart fueron elegidos.
Como vicepresidente, Hobart fue una figura popular en Washington D. C. y fue un consejero cercano a McKinley. Su buen humor y diplomacia fueron importantes para el presidente. En 1899, por ejemplo, Russell A. Alger, Secretario de Guerra, no aceptaba que McKinley le pidiese que abandonara el cargo. Hobart invitó a Alger para su casa de verano en New Jersey, haciéndole el pedido al secretario, que a la vuelta a Washington envió su renuncia. Hobart murió de una dolencia cardiovascular en noviembre de 1899 a los 55 años; su lugar en la fórmula presidencial republicana, para la elección de 1900, fue entregado a Theodore Roosevelt.